# Ubastet Fluctus
L'Ubastet Fluctus è una struttura geologica della superficie di Venere.